# Helmeringhausen (Namibia)
Helmeringhausen ist eine private Ansiedlung im südlichen Namibia. Sie liegt in der Region ǁKharasKlicklaut (Wahlkreis Berseba) am Schnittpunkt der Hauptstraßen C13 und C14, etwa 200 Kilometer nordöstlich von Lüderitz und etwa 400 Kilometer südlich von Windhoek. 2008 bestand Helmeringhausen aus acht Gebäuden auf dem Gelände der Farm gleichen Namens. Es hatte elf permanente Bewohner.

## Geschichte

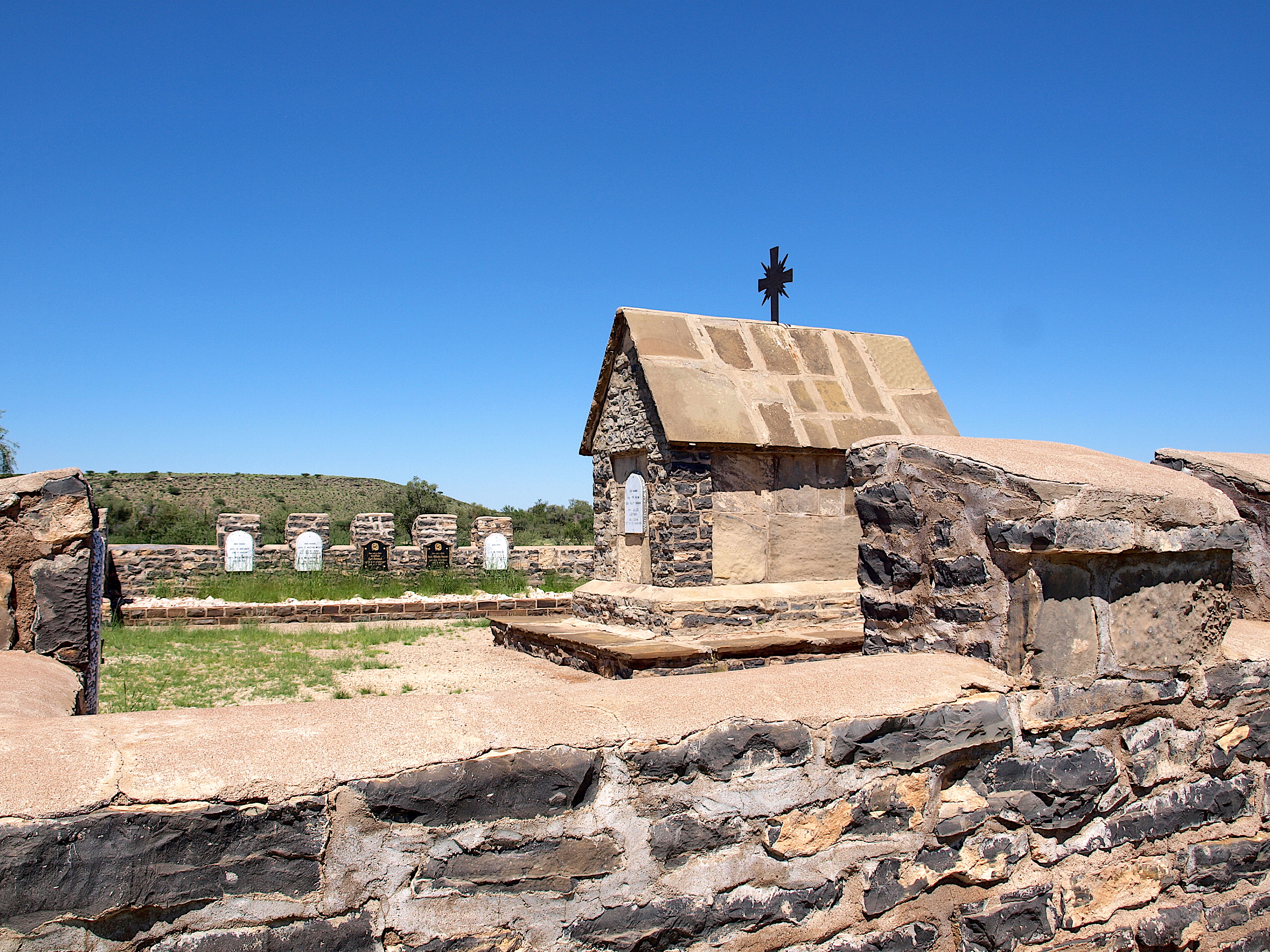
Kriegsgräberstätte Friedhof Mooifontain

Hubert Hester, ein Mitglied der deutschen Schutztruppe, der am 30. Oktober 1885 in der gleichnamigen Ortschaft im Hochsauerlandkreis (Deutschland) geboren wurde, gründete Helmeringhausen während der Kolonialzeit.
Hester kam 1908 mit der Schutztruppe nach Deutsch-Südwestafrika, um den Aufstand der Herero und Nama niederzuschlagen. Nach Beendigung der Kampfhandlungen verblieb Hester in der Kolonie und arbeitete zunächst auf einer Farm namens „Brons“. Im Jahr 1919 kaufte Hester diese Farm, die eine Gesamtfläche von 10.700 Hektar hatte, und nannte sie fortan Helmeringhausen.

Um die äußerst isoliert gelegene Ansiedlung in ihren Gründerjahren wirtschaftlich und sozial am Leben erhalten zu können, reiste Hester in den ersten Jahren nach seinem Farmerwerb alle zehn bis 14 Tage mit der Pferdekutsche ins 80 km entfernte Bethanien, um Alltagsgegenstände sowie anderweitig benötigte Güter zu erwerben. Zur damaligen Zeit nahm die Hin- und Rückreise nach Bethanien gut und gerne vier Tage in Anspruch.

Im Nachhinein betrachtet trug Hester durch diese Handlungsweise u. a. dazu bei, dass sich Helmeringhausen zum zentralen Anlaufpunkt für die in der Umgebung befindlichen Farmer entwickelte, zumal er deren Postsendungen bei jeder Reise nach Bethanien mitnahm bzw. Post von dort mitbrachte. Dies trug nachhaltig zur wachsenden regionalen Bedeutung seiner Farm bei.
1922 heiratete Hester Hilde Luise geb. Kaempffer, mit der er die Farm Helmeringhausen bis zu seinem Lebensende bewirtschaftete. Hesters Grab sowie die Gräber einiger seiner Nachfolger sind in Helmeringhausen erhalten und können besucht werden. Nachfahren der Familie leben in der Umgebung und in Windhoek sowie Swakopmund.
20 Kilometer südlich des Ortes befindet sich nahe der Hauptstraße C20 der Friedhof Mooifontain aus der Zeit Deutsch-Südwestafrikas.

### Authentizität der Historie
Während die Gründung von Helmeringhausen durch Hubert Hester heute unstrittig ist, bestehen weiterhin einige Widersprüche bezüglich bestimmter Jahreszahlen. So geben zum Beispiel die meisten Quellen an, dass Hester 1908 nach Deutsch-Südwestafrika kam, während vereinzelt das Jahr 1907 genannt wird. Während die meisten Quellen den Erwerb der Farm Helmeringhausen durch Hester im Jahr 1919 sehen, gehen andere vom Jahr 1922 aus.

## Infrastruktur, Wirtschaft und Tourismus

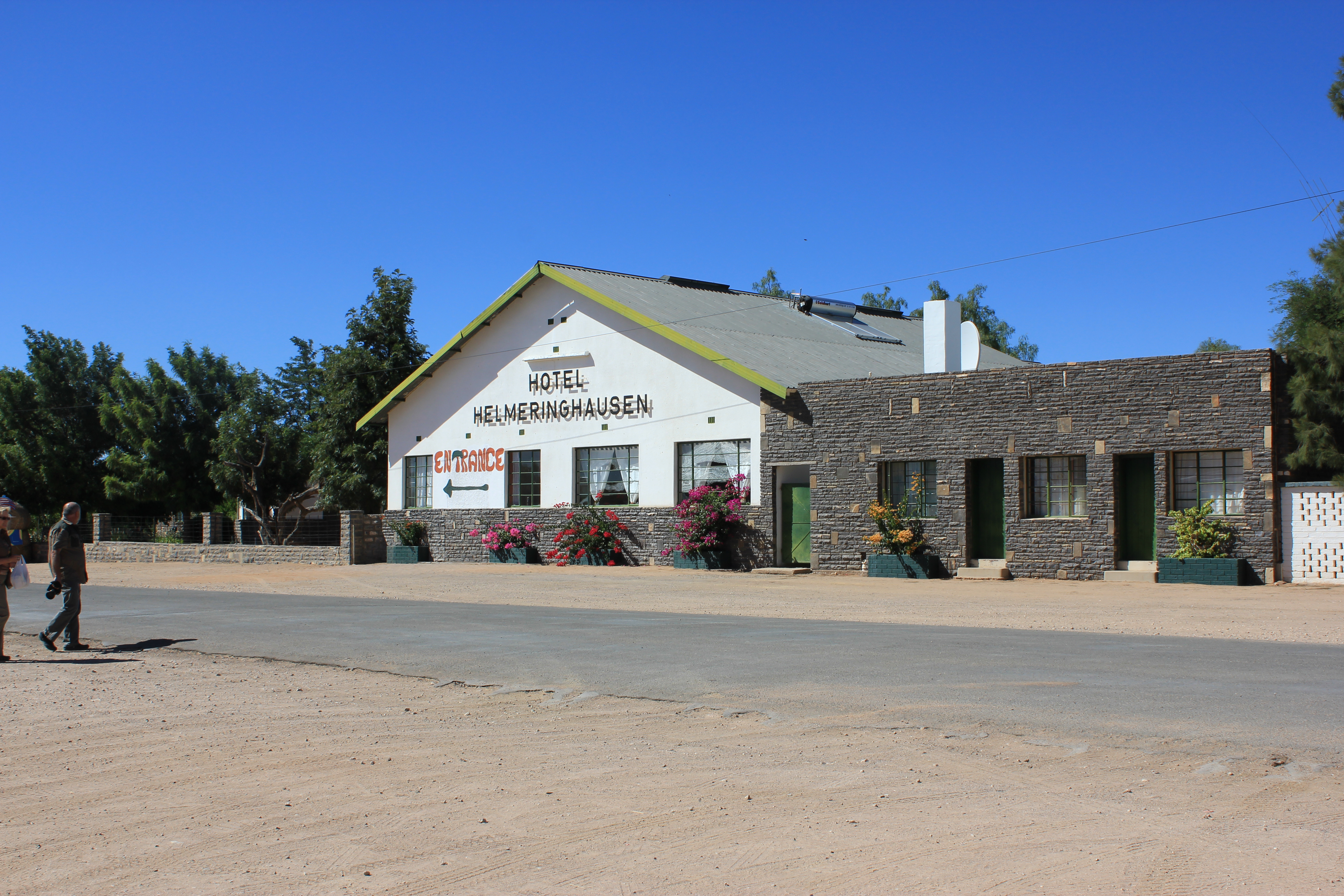
Helmeringhausen Hotel

Trotz der geringen Größe nimmt Helmeringhausen für die umliegenden Farmgebiete eine wichtige Position als Versorgungsstation ein. Dort befinden sich unter anderem eine Tankstelle, ein Supermarkt, ein Postamt und Tennisplätze. Wegen seiner Nähe zu den Tirasbergen sind einige touristische Einrichtungen vorhanden (zum Beispiel das Helmeringhausen Hotel und Gästefarm mit Restaurant und Campingplatz; ferner ein kleines Landwirtschaftsmuseum mit Gerätschaften aus der Kolonialzeit). Helmeringhausen ist Sitz der gleichnamigen Farmervereinigung.
Später machte die Karakulschafzucht den Ort bekannt, die neben der Rinderzucht und Ziegenhaltung auch heute noch betrieben wird.

## Persönlichkeiten
- Dawid Minaar, südafrikanischer Schauspieler